# Медейруш, Юри
Ю́ри Жозе́ Пика́нсу Меде́йруш (порт. Iuri José Picanço Medeiros; родился 10 июля 1994 года в Орта, Португалия) — португальский футболист, вингер клуба «Брага».

## Клубная карьера
Медейруш — воспитанник лиссабонского «Спортинга». 11 августа 2012 года в матче против дубля «Оливейренсе» он дебютировал в Сегунда лиге в составе дублирующего состава «львов». 16 августа 2013 года в поединке против «Бейра-Мар» Юри забил свой первый гол за «дублёров». По итогам сезона он забил 10 мячей, став одним из лучших бомбардиров команды.
В начале 2015 года для получения игровой практики Медейруш на правах аренды перешёл в «Ароку». 18 января в матче против «Морайренсе» он дебютировал в Сангриш лиге. 8 марта в поединке против «Бенфики» Юри забил свой первый гол за «Ароку».
Летом того же года Медейруш вновь был отправлен в аренду, его новым клубом стал «Морейренсе». 29 августа в матче против «Бенфики» он дебютировал за новую команду. 25 сентября в поединке против «Порту» Юри забил свой первый гол за «Морейренсе». Летом 2016 года Медейруш в третий раз был отдан в аренду, присоединившись к «Боавиште». 18 сентября в матче против «Фейренсе» он дебютировал за новый клуб. 14 января 2017 года в поединке против «Бенфики» Юри забил свой первый гол за «Бовишту».
Летом 2017 года Медейруш был включён в заявку «Спортинга» на сезон. 15 августа в матче квалификации Лиги чемпионов против румынского «Стяуа» он дебютировал за «львов». В начале 2018 года Юри на правах аренды перешёл в итальянский «Дженоа». 5 февраля в матче против «Лацио» он дебютировал в итальянской Серии A. 3 апреля в поединке против «Кальяри» Медейруш забил свой первый гол за «Дженоа».
3 февраля 2019 года Медейруш на правах аренды присоединился к польской «Легии». 10 февраля в матче против плоцкой «Вислы» он дебютировал в польской Экстраклассе. 1 марта в поединке против «Медзя» Юри забил свой первый гол за «Легию». Летом того же года Медейруш перешел в немецкий «Нюрнберг», подписав с ним четырёхлетний контракт. 5 августа в матче против «Гамбурга» он дебютировал во Второй Бундеслиге.

## Международная карьера
В том же году в составе молодёжной сборной Португалии Юри завоевал серебряные медали молодёжного чемпионата Европы в Чехии. На турнире он сыграл в матчах против сборных Англии, Италии и дважды Швеции.
В 2017 году в составе молодёжной национальной команды Медейруш принял участие в молодёжном чемпионате Европы в Польше. На турнире он сыграл в матчах против команд Сербии и Македонии. В поединке против македонцев Даниэл забил гол.

## Достижения
Португалия (до 20)
- Финалист Молодёжного чемпионата Европы: 2015